# Larbi Bourrada
Larbi Bourrada (arabisch العربي بورعدة; * 10. Mai 1988 in Ouled Hedadj) ist ein algerischer Leichtathlet, der sich auf den Zehnkampf spezialisiert hat und in dieser Disziplin Inhaber des Afrikarekordes sowie sechsfacher Kontinentalmeister ist. Er geht aber auch in anderen Disziplinen im Einzelwettkampf an den Start und konnte vor allem im Stabhochsprung größere Erfolge verzeichnen.

## Sportliche Laufbahn
Erste internationale Erfahrungen sammelte Larbi Bourrada 2007 bei den Arabischen Meisterschaften in Amman, bei denen er mit 7046 Punkten die Bronzemedaille im Zehnkampf hinter dem Saudi Mohammed Jasem al-Qaree und Mohammed Jasem al-Qaree aus Katar gewann. Anschließend nahm er erstmals an den Afrikaspielen im heimischen Algier teil und gewann dort mit 7349 Punkten ebenfalls die Bronzemedaille, wobei er sich dort dem Tunesier Hamdi Dhouibi sowie seinem Landsmann Boualem Lamri geschlagen geben musste. Anschließend gewann er bei den Juniorenafrikameisterschaften in Ouagadougou mit übersprungenen 4,60 m die Silbermedaille im Stabhochsprung, belegte im Weitsprung mit einer Weite von 7,18 m den vierten Platz und schied im Hochsprung ohne eine gültig überquerte Höhe aus. Im Jahr darauf siegte er bei den Afrikameisterschaften in Addis Abeba mit 7574 Punkten im Zehnkampf und sicherte sich im Stabhochsprung mit einer Höhe von 4,50 m die Silbermedaille hinter dem Marokkaner Mouhcine Cheaouri. 2009 übertraf er bei einem Wettkampf in Algerien erstmals die 8000-Punkte-Marke und qualifizierte sich damit im Zehnkampf für die Weltmeisterschaften in Berlin, bei denen er mit 8171 Punkten einen neuen Afrikarekord aufstellte und damit den zwölften Platz belegte. Bei den Leichtathletik-Afrikameisterschaften 2010 in Nairobi verteidigte er im Zehnkampf erfolgreich seinen Titel und stellte mit 8148 Punkten einen neuen Meisterschaftsrekord auf. Zudem gewann er im Stabhochsprung mit übersprungenen 4,60 m die Silbermedaille hinter dem Tunesier Dhouibi. Beim Continental-Cup in Split wurde er mit 4,80 m Siebter im Stabhochsprung und mit einer Weite von 7,12 m Achter im Weitsprung; im Hochsprung gelang ihm kein gültiger Versuch.
2011 siegte er beim Mehrkampf-Meeting Ratingen mit neuem Afrikarekord von 8302 Punkten und qualifizierte sich damit erneut für die Weltmeisterschaften in Daegu, bei denen er mit 8158 Punkten den zehnten Platz belegte. Anschließend siegte er bei den Afrikaspielen in Maputo mit 5,00 m im Stabhochsprung, nachdem er im Zehnkampf im 100-Meter-Lauf; der ersten Teildisziplin; disqualifiziert worden war. Im Jahr darauf belegte er in Ratingen mit 8332 Punkten ursprünglich erneut den ersten Platz, wurde aber kurz darauf disqualifiziert, nachdem man ihn positiv auf Stanozolol testete. Wegen dieses Verstoßes gegen die Dopingbestimmungen wurde er für zwei Jahre gesperrt. Nach Ablauf seiner Sperre im Jahr 2014 nahm er an den Afrikameisterschaften in Marrakesch teil und siegte dort mit neuem Meisterschaftsrekord von 8311 Punkten. 2015 erreichte er bei den Weltmeisterschaften in Peking 8461 Punkte, belegte damit den fünften Platz und erlangte den Afrikarekord wieder, den zwischenzeitlich der Südafrikaner Willem Coertzen innehatte, zurück. Daraufhin klassierte er sich bei den Militärweltspielen im südkoreanischen Mungyeong im Speerwurf mit einer Weite von 51,35 m auf Rang 14 und gewann mit der algerischen 4-mal-400-Meter-Staffel in 3:03,78 min die Silbermedaille hinter dem Team aus Russland.
2016 qualifizierte er sich erstmals für die Olympischen Spiele in Rio de Janeiro und verbesserte dort seinen eigenen Afrikarekord auf 8521 Punkte, womit er im Endklassement den fünften Platz belegte. Im Jahr darauf nahm er an den Weltmeisterschaften in London teil, musste dort aber verletzungsbedingt nach vier Disziplinen aufgeben. 2018 siegte er bei den Afrikameisterschaften in Asaba mit 8101 Punkten bereits zum vierten Mal. 2019 nahm er erneut an den Afrikaspielen in Rabat teil und siegte dort mit niedriger Punktanzahl von 7319 Punkten und gewann im Stabhochsprung mit übersprungenen 4,70 m die Bronzemedaille hinter seinem Landsmann Hichem Khalil Cherabi und Mejdi Chehata aus Tunesien. 2021 siegte er mit 7311 Punkten bei den Arabischen Meisterschaften in Radès und im Jahr darauf gewann er bei den Afrikameisterschaften in Port Louis mit 7776 Punkten seinen fünften Titel im Zehnkampf. 2023 siegte er mit 7362 Punkten bei den Panarabischen Spielen in Algier und musste anschließend seinen Wettkampf bei den Weltmeisterschaften in Budapest vorzeitig beenden. Im Jahr darauf gewann er bei den Afrikameisterschaften in Douala mit 7447 Punkten seinen sechsten Titel im Zehnkampf.
2009 wurde Bourrada algerischer Meister im Zehnkampf sowie von 2015 bis 2017 im Speerwurf und 2016 und 2023 auch im Stabhochsprung.

## Persönliche Bestleistungen
- Hochsprung: 2,10 m, 11. Juni 2009 in Algier
  - Hochsprung (Halle): 2,04 m, 2. Februar 2018 in Tallinn
- Stabhochsprung: 5,00 m, 9. Oktober 2011 in Maputo
  - Stabhochsprung (Halle): 4,78 m, 3. Februar 2018 in Tallinn
- Weitsprung: 4,69 m, 21. Mai 2009 in Algier
  - Weitsprung (Halle): 7,34 m, 27. Februar 2010 in Paris
- Speerwurf: 66,87 m, 2. August 2018 in Asaba
- Zehnkampf: 8521 Punkte, 18. August 2016 in Rio de Janeiro (Afrikarekord)
  - Siebenkampf (Halle): 5911 Punkte, 28. Februar 2010 in Paris (Afrikarekord)